# Wolfgang Bartels
Wolfgang Bartels (ur. 14 lipca 1940 w Bischofswiesen, zm. 6 lutego 2007 w Ramsau bei Berchtesgaden) – niemiecki, narciarz alpejczyk, brązowy medalista olimpijski i mistrzostw świata.

## Kariera
Występował w barwach Ski-Club Ramsau. Sukcesy odnosił przede wszystkim w konkurencjach szybkościowych, chociaż był także m.in. młodzieżowym mistrzem Niemiec w kombinacji. Mistrzostwo kraju seniorów zdobył w biegu zjazdowym w 1963 roku, w tym samym sezonie triumfował także w kilku zawodach rangi międzynarodowej. Wygrał wtedy między innymi zawody w zjeździe 3-Tre we włoskim Madonna di Campiglio oraz zawody w slalomie gigancie Critérium de la première neige we francuskim Val d’Isère. Największy sukces w karierze odniósł rok później, zdobywając brązowy medal w zjeździe na igrzyskach olimpijskich w Innsbrucku. W zawodach tych przegrał jedynie z Austriakiem Egonem Zimmermannem i Francuzem Léo Lacroix. Na tych samych igrzyskach uplasował się na dziewiątym miejscu w slalomie, nie ukończył natomiast slalomu giganta. W tym samym roku ponownie wygrał bieg zjazdowy w ramach zawodów 3-Tre w Madonna di Campiglio. Został uhonorowany przez prezydenta Niemiec Heinricha Lübke najwyższym niemieckim odznaczeniem sportowym Silbernes Lorbeerblatt. Nigdy nie wystąpił w zawodach Pucharu Świata.
W 1965 roku wypadek samochodowy przedwcześnie zakończył jego karierę sportową. Bartels prowadził później rodzinną kawiarnię w Hintersee koło Ramsau. W 2000 roku Ski-Club Ramsau nadał mu godność członka honorowego.
Jego syn, Wolfgang Bartels, również był narciarzem alpejskim.

## Osiągnięcia

### Igrzyska olimpijskie
| Miejsce | Dzień       | Rok  | Miejscowość | Konkurencja | Czas biegu  | Strata  | Zwycięzca        |
| ------- | ----------- | ---- | ----------- | ----------- | ----------- | ------- | ---------------- |
| 3.      | 31 stycznia | 1964 | Innsbruck   | Zjazd       | 2:18,16 min | +1,32 s | Egon Zimmermann  |
| DNF     | 2 lutego    | 1964 | Innsbruck   | Gigant      | 1:46,71 min | -       | François Bonlieu |
| 12.     | 8 lutego    | 1964 | Innsbruck   | Slalom      | 2:11,13 min | +4,79 s | Josef Stiegler   |

### Mistrzostwa świata
| Miejsce | Dzień       | Rok  | Miejscowość | Konkurencja | Czas biegu  | Strata  | Zwycięzca        |
| ------- | ----------- | ---- | ----------- | ----------- | ----------- | ------- | ---------------- |
| 3.      | 31 stycznia | 1964 | Innsbruck   | Zjazd       | 2:18,16 min | +1,32 s | Egon Zimmermann  |
| DNF     | 2 lutego    | 1964 | Innsbruck   | Gigant      | 1:46,71 min | -       | François Bonlieu |
| 12.     | 8 lutego    | 1964 | Innsbruck   | Slalom      | 2:11,13 min | +4,79 s | Josef Stiegler   |